# United24
United24 (Ucraniano: Єдині24) es una plataforma del gobierno ucraniano lanzada el 5 de mayo de 2022 para recaudar dinero para Ucrania en la guerra ruso-ucraniana.

## Historia
El 3 de mayo de 2022, el primer ministro de Ucrania, Denys Shmyhal, anunció que el lanzamiento de una plataforma que buscaría recaudar fondos en apoyo de Ucrania.
El 5 de mayo de 2022, el presidente de Ucrania, Volodymyr Zelenskyy, anunció el lanzamiento de la iniciativa United24, cuyo objetivo es una plataforma en línea para recaudar fondos para apoyar al estado ucraniano. United24 acepta fondos de donantes internacionales. Los fondos recaudados se distribuyen en tres áreas: defensa y desminado, asistencia médica y humanitaria, y la reconstrucción de Ucrania.
Los fondos se transfieren a las cuentas del Banco Nacional de Ucrania y se asignan a los ministerios pertinentes: el Ministerio de Defensa, el Ministerio de Salud y el Ministerio de Infraestructura. Los informes de la plataforma se actualizan todos los días.
El club de fútbol Shakhtar se asoció con United24 para la iniciativa "Pitch in for Ukraine" a mitad del 2022. El presidente Zelenskyy se reunió con los embajadores del proyecto en agosto para discutir la creación de un nuevo programa de United24 para la juventud.
En julio de 2022, United24 anunció que había recaudado US$166 millones en donaciones desde la creación de la iniciativa. Para mayo de 2023, la plataforma había recaudado más de US$325 millones. En noviembre de 2023, las donaciones de United24 alcanzaron los USD$500 millones. En mayo de 2024, las donaciones alcanzaron los usd$650 millones, provenientes de 110 países. En diciembre de 2024, United24 registró su mayor recaudación de fondos mensual desde su lanzamiento, recaudando más de 160 millones de dólares, lo que representó la mitad de las donaciones anuales a la plataforma.
En febrero de 2025, la cantidad de donativos superaró los mil millones de dólares.

## Embajadores

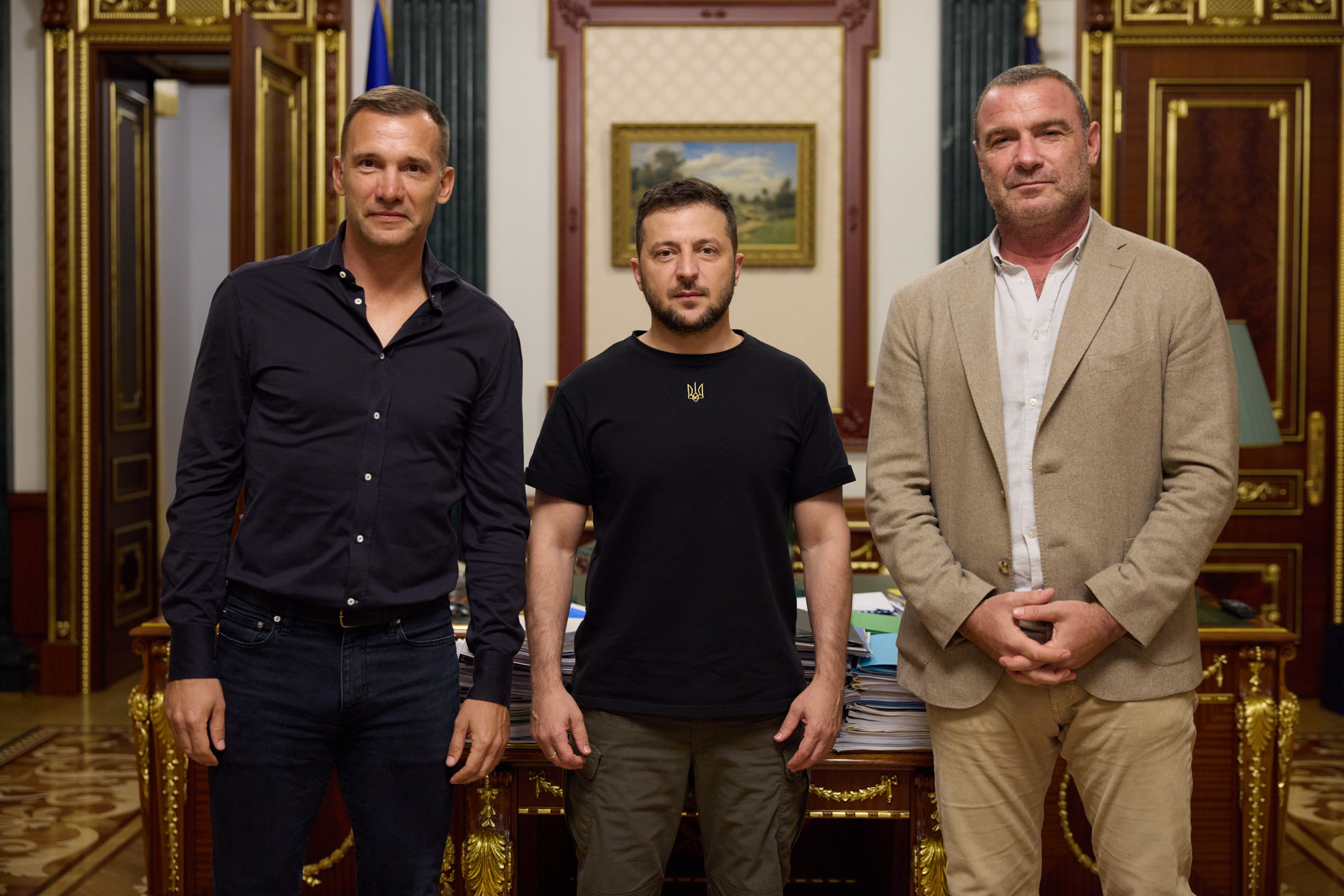
Reunión del presidente de Ucrania (centro) con los embajadores de United24, Andriy Shevchenko (izquierda) y Liev Schreiber (derecha), el 16 de agosto de 2022.

| Nombre              | Rol                | Desde                    | Ref           |
| ------------------- | ------------------ | ------------------------ | ------------- |
| Andriy Shevchenko   | Primer embajador   | 18 de mayo de 2022       | [ 15 ] [ 16 ] |
| Elina Svitolina     | Segunda embajadora | 7 de junio de 2022       | [ 17 ]        |
| Imagine Dragons     | Embajadores        | 25 de julio de 2022      |               |
| Liev Schreiber      | Embajador          | Julio 2022               | [ 18 ]        |
| Demna Gvasalia      | Embajador          | Julio 2022               | [ 18 ]        |
| Barbra Streisand    | Embajadora         | 22 de septiembre de 2022 | [ 19 ]        |
| Mark Hamill         | Embajador          | 29 de septiembre de 2022 | [ 20 ]        |
| Oleksandr Usyk      | Embajador          | Octubre de 2022          |               |
| Scott Kelly         | Embajador          | 27 de octubre de 2022    | [ 21 ]        |
| Timothy D. Snyder   | Embajador          | 2 de noviembre de 2022   | [ 22 ] [ 23 ] |
| NAVI                | Asociación         | 18 de noviembre de 2022  | [ 24 ]        |
| Brad Paisley        | Embajador          | 24 de enero de 2023      | [ 25 ]        |
| Michel Hazanavicius | Embajador          | 2 de febrero de 2023     | [ 26 ] [ 27 ] |
| Katheryn Winnick    | Embajadora         | 1 de marzo de 2023       | [ 28 ]        |
| Bear Grylls         | Embajador          | 29 de marzo de 2023      | [ 29 ] [ 30 ] |
| Edvard Moser        | Embajador          | 29 de marzo de 2023      | [ 31 ]        |
| May-Britt Moser     | Embajador          | 29 de marzo de 2023      | [ 31 ]        |
| Richard Branson     | Embajador          | 10 de abril de 2023      | [ 32 ] [ 33 ] |
| Paul Nurse          | Embajador          | 5 de mayo de 2023        | [ 34 ]        |
| Ivanna Sakhno       | Embajadora         | 5 de mayo de 2023        | [ 35 ]        |
| Oleksandr Zinchenko | Embajador          | 30 de mayo de 2023       | [ 36 ] [ 37 ] |
| Misha Collins       | Embajador          | 31 de mayo de 2023       | [ 38 ]        |
| José Andrés         | Embajador          | 17 de septiembre de 2023 | [ 39 ] [ 40 ] |
| Mark Strong         | Embajador          | 27 de septiembre de 2023 | [ 41 ]        |
| Alyssa Milano       | Embajadora         | 28 de mayo de 2024       | [ 42 ]        |
| Hilary Swank        | Embajadora         | 28 de mayo de 2024       | [ 43 ]        |

## Trabajos de reconstrucción y donaciones
En octubre de 2023, United24 completó la reconstrucción de su decimonoveno puente, un puente en el óblast de Mykolaiv sobre el río Injuléts. La construcción de este puente se realizó con la ayuda del donante AWT Bavaria y de militares del Servicio Estatal de Transporte Especial.
United24 también ha financiado la adquisición de recursos relacionados con la medicina, incluidas ambulancias blindadas Gurkha, de las cuales ha encargado 13.
United24 estaba llevó a cabo la reconstrucción de 18 bloques de apartamentos en Kyiv, utilizando un sistema de modelado 3D para proporcionar a los donantes información sobre las obras de reconstrucción.
Los fondos también se utilizan para reconstruir escuelas, incluida una en Marianivka, en Kyiv.